# Sarah Hendrickson

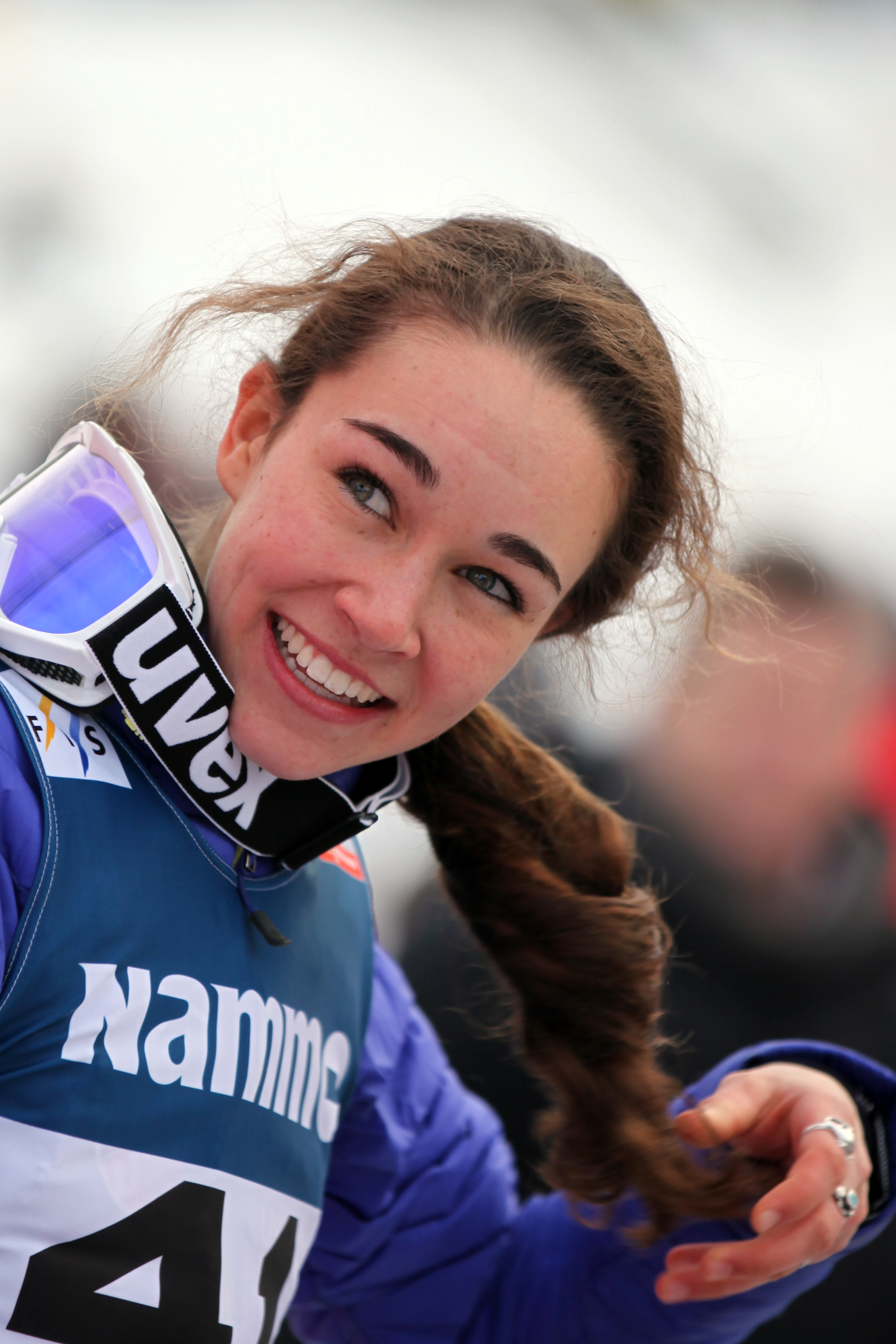
Hendrickson tijdens de wereldbekerwedstrijd in Hinterzarten (2013).

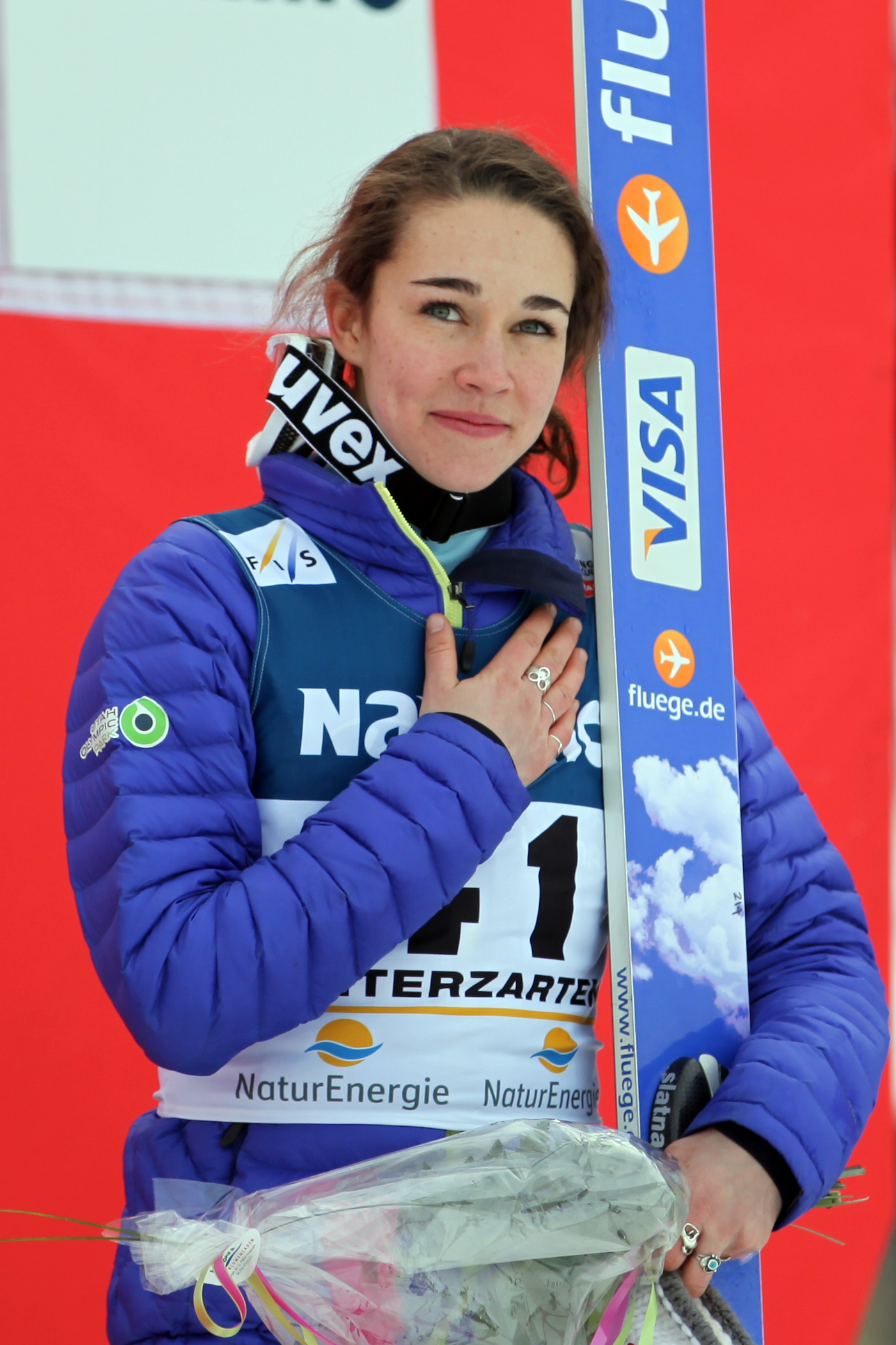
Hendrickson tijdens de wereldbekerwedstrijd in Hinterzarten (2013).

Sarah Hendrickson (Salt Lake City, 1 augustus 1994) is een Amerikaanse schansspringster. Ze vertegenwoordigde haar vaderland op de Olympische Winterspelen 2014 in Sotsji.

## Carrière
Bij haar debuut in de Continental Cup, in februari 2008 in Breitenberg, scoorde Hendrickson direct punten voor het klassement. Een jaar na haar debuut boekte ze in Zakopane haar eerste zege in de Continental Cup. Op de wereldkampioenschappen schansspringen 2009 in Liberec eindigde de Amerikaanse als negenentwintigste.
Twee jaar later eindigde ze als zestiende op de wereldkampioenschappen in Oslo. Op 3 december 2011 won Hendrickson in Lillehammer de allereerste wereldbekerwedstrijd voor vrouwen. Aan het eind van het seizoen 2011/2012 legde ze, mede dankzij negen wereldbekerzeges, beslag op de eindzege in het eerste wereldbekerklassement voor vrouwen. Op de wereldkampioenschappen schansspringen 2013 in Val di Fiemme veroverde Hendrickson de wereldtitel, samen met Jessica Jerome, Peter Frenette en Anders Johnson eindigde ze als zesde in de gemengde landenwedstrijd. In 2014 maakte Hendrickson haar debuut op de Olympische Winterspelen. Ze eindigde 21e op de normale schans.

## Resultaten

### Olympische Winterspelen
| Jaar | Plaats      | Resultaten |
| ---- | ----------- | ---------- |
| 2014 | Sotsji      | 21e HS106  |
| 2018 | Pyeongchang | 19e HS109  |

### Wereldkampioenschappen
| Jaar | Plaats        | Resultaten                      |
| ---- | ------------- | ------------------------------- |
| 2009 | Liberec       | 29e HS100                       |
| 2011 | Oslo          | 16e HS106                       |
| 2013 | Val di Fiemme | HS106 · 6e HS106 gemengd team   |
| 2015 | Falun         | 6e HS100 7e HS100 gemengd team  |
| 2017 | Lahti         | 23e HS100 8e HS100 gemengd team |

### Wereldbeker
Eindklasseringen
| Seizoen   | Algm   |
| --------- | ------ |
| 2011/2012 | Goud   |
| 2012/2013 | Zilver |
| 2014/2015 | 8e     |
| 2016/2017 | 14e    |
| 2017/2018 | 49e    |

Wereldbekerzeges
| Datum            | Plaats        | Schans |
| ---------------- | ------------- | ------ |
| 3 december 2011  | Lillehammer   | HS100  |
| 8 januari 2012   | Hinterzarten  | HS108  |
| 14 januari 2012  | Val di Fiemme | HS106  |
| 15 januari 2012  | Val di Fiemme | HS106  |
| 11 februari 2012 | Ljubno        | HS95   |
| 12 februari 2012 | Ljubno        | HS95   |
| 3 maart 2012     | Zao           | HS100  |
| 4 maart 2012     | Zao           | HS100  |
| 9 maart 2012     | Oslo          | HS106  |
| 8 december 2012  | Sotsji        | HS106  |
| 12 januari 2013  | Hinterzarten  | HS108  |
| 15 maart 2013    | Trondheim     | HS105  |
| 17 maart 2013    | Oslo          | HS134  |

### Continentalcup
De Continentalcup was tot de invoering van de wereldbeker schansspringen in december 2011 het belangrijkste wedstrijdcircuit.
Eindklasseringen
| Seizoen   | Algm   |
| --------- | ------ |
| 2007/2008 | 43e    |
| 2008/2009 | 19e    |
| 2009/2010 | 6e     |
| 2010/2011 | 21e    |
| 2011/2012 | Zilver |
| 2013/2014 | Goud   |
| 2014/2015 | Zilver |

Continentalcupzeges
| Datum            | Plaats       | Schans |
| ---------------- | ------------ | ------ |
| 7 februari 2009  | Zakopane     | HS94   |
| 15 augustus 2010 | Bischofsgrün | HS74   |
| 20 januari 2012  | Zakopane     | HS94   |
| 18 februari 2012 | Liberec      | HS100  |